# Défi Val-de-Travers
Der Défi Val-de-Travers (voller Name: Défi International Val-de-Travers) ist ein Marathon und Ultramarathon, der seit 1996 bei Couvet im Val de Travers stattfindet. Der Veranstaltungstermin war bislang im August, ab 2007 im Juni. Zum Programm gehört auch ein Halbmarathon.

## Strecken
Die Marathonstrecke beginnt in Couvet (730 m ü. M.) und führt zunächst talabwärts nach Travers und Noiraigue. Von dort geht es hinauf auf den Soliat, wo auf 1465 m ü. M. der höchste Punkt erreicht wird. Von der Jurakette hinab geht es über Môtiers, Fleurier und Boveresse zurück nach Couvet. Insgesamt sind rund 800 Höhenmeter zu überwinden.
Die Halbmarathonstrecke geht direkt von Couvet auf den bergabführenden Teil der Marathonstrecke und erreicht ihren höchsten Punkt auf 1112 m ü. M. beim Weiler Le Couvent.
2007 war wieder eine Ultramarathonstrecke von 77 km im Programm, die auf den Chasseron (1606 m ü. M.) führte.

## Geschichte
1996 fand nach über zwei Jahren Vorlauf der erste Défi Val-de-Travers mit einer 72 km langen Ultramarathonstrecke statt. 2004 musste der Ultramarathon wegen schlechten Wetters und der daraus resultierenden gefährlichen Strecke ausfallen. 2005 wurde ein Mitternachtsmarathon eingeführt, 2006 wurden zwei Marathons abgehalten und statt des Ultramarathons die Möglichkeit zum Doppelstart angeboten. 2007 kehrte man wieder zum alten Programm zurück.

## Statistik

### Siegerliste

#### Ultramarathon
| Datum               | Männer                    | Zeit (h)  | Frauen                      | Zeit (h)  |
| ------------------- | ------------------------- | --------- | --------------------------- | --------- |
| 19. Juni 2010       | Urs Jenzer (SUI)          | 6:28:18,6 | Julia Alter -3-             | 8:18:43,8 |
| 20. Juni 2009       | Christian Schneider (SUI) | 6:55:54,9 | Michelle Leservoisier (FRA) | 8:15:14,5 |
| 21. Juni 2008       | Jérôme Challier -2-       | 7:01:28,3 | Julia Alter -2-             | 7:50:43,2 |
| 16. Juni 2007       | Jérôme Challier (SUI)     | 6:46:50,0 | Doryane Schick (SUI)        | 8:52:06,0 |
| 25./26. August 2006 | Othmar Bürgy (SUI)        | 7:51:18,9 | Theresia Böhler (GER)       | 9:28:28,3 |
| 19. August 2005     | Peter Camenzind (SUI)     | 5:41:49,2 | Karine Herry -2-            | 6:36:28,0 |
| 20. August 2004     | Pascal Lauber (SUI)       | 2:58:38,4 | Julia Alter (GER)           | 3:31:03,9 |
| 22. August 2003     | Stefano Sartori (ITA)     | 5:30:06,7 | Monica Casiraghi (ITA)      | 6:10:31,5 |
| 17. August 2002     | Christophe Jaquerod (SUI) | 5:31:40,9 | Karine Herry (FRA)          | 6:28:46,8 |
| 24. August 2001     | János Bogár -2-           | 5:47:25,1 | Birgit Lennartz -3-         | 7:45:30,0 |
| 18. August 2000     | János Bogár (HUN)         | 5:29:58,3 | Birgit Lennartz -2-         | 6:13:58,8 |
| 20. August 1999     | Lahcen Ahansal (MAR)      | 5:22:51,9 | Birgit Lennartz (GER)       | 6:22:59,4 |

#### Marathon
| Jahr | Männer                  | Zeit (h)  | Frauen                      | Zeit (h)  |
| ---- | ----------------------- | --------- | --------------------------- | --------- |
| 2010 | Vincent Feuz (SUI)      | 3:10:03,8 | Laurence Yerly -3-          | 3:19:51,9 |
| 2009 | Marc-Henri Jaunin -3-   | 3:05:10,9 | Laurence Yerly -2-          | 3:15:11,0 |
| 2008 | Tony Marchand (SUI)     | 3:06:34,2 | Laurence Yerly (SUI)        | 3:25:23,9 |
| 2007 | Marc-Henri Jaunin -2-   | 3:09:57,4 | Julia Alter -2-             | 3:43:49,5 |
| 2006 | Peter Gschwend -4-      | 2:58:47,5 | Julia Alter (GER)           | 3:19:54,7 |
| 2006 | Jonas Guex (SUI)        | 3:19:54,7 | Joelle Hausser (SUI)        | 4:18:31,8 |
| 2005 | Marc-Henri Jaunin (SUI) | 2:56:31,1 | Stintje Reulen Langel -2-   | 3:34:20,9 |
| 2005 | Luc Béguin (SUI)        | 3:23:39,8 | Clara Mina Jargy (SUI)      | 4:07:26,1 |
| 2004 | Peter Gschwend -3-      | 2:51:08,2 | Stintje Reulen Langel (SUI) | 3:26:22,2 |
| 2003 | Peter Gschwend -2-      | 2:49:21,6 | Marianne Cuenot -3-         | 3:31:40,2 |
| 2002 | François Glauser (SUI)  | 2:59:45,5 | Marija Ostrowska (UKR)      | 3:28:39,2 |
| 2001 | Peter Gschwend (SUI)    | 2:44:06,1 | Marianne Cuenot -2-         | 3:25:37,3 |
| 2000 | Bruce Kilulat (KEN)     | 2:37:47,4 | Marianne Cuenot (SUI)       | 3:33:17,4 |
| 1999 | Haile Koricho (ETH)     | 2:43:38,7 | Emebet Abossa (ETH)         | 3:01:02,6 |

### Entwicklung der Finisherzahlen
| Jahr | Ultramarathon | Marathon | Halbmarathon |
| ---- | ------------- | -------- | ------------ |
| 2010 | 120           | 108      | 189          |
| 2009 | 109           | 108      | 265          |
| 2008 | 092           | 096      | 265          |
| 2007 | 083           | 069      | 183          |
| 2006 | 015           | 079 072  | 167          |
| 2005 | 097           | 076 094  | 201          |
| 2004 | 112           | 109      | 248          |
| 2003 | 107           | 132      | 258          |
| 2002 | 162           | 149      | 264          |
| 2001 | 111           | 152      | 278          |
| 2000 | 188           | 166      | 219          |
| 1999 | 133           | 173      | 280          |